# Campo Elías (municipalité)
Pour les articles homonymes, voir Campo Elías.
Campo Elías est l'une des vingt-trois municipalités de l'État de Mérida au Venezuela. Son chef-lieu est Ejido. En 2011, la population s'élève à 99 873 habitants.

## Géographie

### Subdivisions
La municipalité est divisée en sept paroisses civiles avec, chacune à sa tête, une capitale (entre parenthèses) : 
- Acequias (Acequias) ;
- Fernández Peña (Ejido) ;
- Jají (Jají) ;
- La Mesa (La Mesa) ;
- Matriz (Ejido) ;
- Montalbán (Ejido) ;
- San José del Sur (San José).